# Первомайська міська рада (Луганська область)
Первома́йська міська́ ра́да — орган місцевого самоврядування в Луганській області. Адміністративний центр — місто обласного значення Сокологірськ.

## Загальні відомості
- Первомайська міська рада утворена в 1938 році.
- Територія ради: 88,54 км²
- Населення ради: 70 138 осіб (станом на 1 січня 2011 року)
- Територією ради протікає річка Лугань.

## Населені пункти
- м. Сокологірськ

## Історія
7 жовтня 2014 року Верховна Рада України змінила межі Попаснянського району Луганської області, збільшивши територію району у тому числі за рахунок передачі 913,00 гектара земель Тошківської селищної ради Первомайської міської ради (в тому числі територію селища міського типу Тошківка).

## Склад ради
Рада складається з 50 депутатів та голови.
- Голова ради: Бабій Борис Васильович
- Секретар ради: Гарбуз Василь Григорович

### Керівний склад попередніх скликань
| ПІБ                      | Основні відомості                                                                    | Дата обрання | Дата звільнення |
| ------------------------ | ------------------------------------------------------------------------------------ | ------------ | --------------- |
| Мозальов Василь Петрович | Міський голова, 1936 року народження, безпартійний                                   | 26.03.2006   | 31.10.2010      |
| Бабій Борис Васильович   | Міський голова, 1972 року народження, освіта вища, член Комуністичної партії України | 31.10.2010   |                 |

Примітка: таблиця складена за даними джерела

### Депутати
За результатами місцевих виборів 2010 року депутатами ради стали:

#### За суб'єктами висування
| Суб'єкт висування                 | Кількість обраних депутатів | %  |
| --------------------------------- | --------------------------- | -- |
| Партія регіонів                   | 42                          | 84 |
| Комуністична партія України       | 7                           | 14 |
| Політична партія «Сильна Україна» | 1                           | 2  |

#### За округами
| № округу                          | Прізвище, ім'я, по батькові          | Дата визнання обраним | Освіта         | Партійна приналежність                  | Відомості про обраного депутата                                                                             |
| --------------------------------- | ------------------------------------ | --------------------- | -------------- | --------------------------------------- | --- |
| Комуністична партія України       |                                      |                       |                |                                         | |
| б/м                               | Озерова Лариса Миколаївна            | 04.11.2010            | Освіта середня | член Комуністичної партії України       | пенсіонер                                                                                                   |
| б/м                               | Кравченко Володимир Дмитрович        | 04.11.2010            | Освіта середня | член Комуністичної партії України       | приватний підприємець                                                                                       |
| б/м                               | Петрова Ольга Миколаївна             | 04.11.2010            | Освіта вища    | член Комуністичної партії України       | Виконком Первомайської міської ради., головний економіст                                                    |
| б/м                               | Петренко Євген Олександрович         | 04.11.2010            | Освіта вища    | член Комуністичної партії України       | пенсіонер                                                                                                   |
| б/м                               | Моргунов Микола Миколайович          | 04.11.2010            | Освіта середня | член Комуністичної партії України       | тимчасово не працює                                                                                         |
| б/м                               | Галкіна Лідія Олексіївна             | 04.11.2010            | Освіта середня | член Комуністичної партії України       | Шахта «Тошківська» ДП «Первомайськ-вугілля», начальник відділу кадрів                                       |
| 6                                 | Коваленко Микола Миколайович         | 04.11.2010            | Освіта вища    | член Комуністичної партії України       | Первомайський міський пологовий будинок, завідуючийвідділенням патології вагітності                         |
| Партія регіонів                   |                                      |                       |                |                                         | |
| б/м                               | Гарбуз Василь Григорович             | 04.11.2010            | Освіта вища    | член Партії регіонів                    | Первомайська міська Рада, секретар                                                                          |
| б/м                               | Баранов Сергій Олександрович         | 04.11.2010            | Освіта вища    | член Партії регіонів                    | ДП «Первомайськвугілля», директор ш. Первомайська                                                           |
| б/м                               | Фомічова Маргарита Іванівна          | 04.11.2010            | Освіта вища    | член Партії регіонів                    | Первомайський професійний ліцей, директор                                                                   |
| б/м                               | Горовой Андрій Вікторович            | 04.11.2010            | Освіта вища    | член Партії регіонів                    | Первомайська міська рада, заступник начальника відділу сім'ї, молоді та спорту                              |
| б/м                               | Колягін Сергій Олександрович         | 04.11.2010            | Освіта вища    | член Партії регіонів                    | Луганська обласна організація Партії Регіонів, спеціаліст апарату                                           |
| б/м                               | Шунін Микола Костянтинович           | 04.11.2010            | Освіта вища    | член Партії регіонів                    | виконавчий комітет Первомайської міської ради, керуючий справами                                            |
| б/м                               | Шевченко Сергій Володимирович        | 04.11.2010            | Освіта вища    | член Партії регіонів                    | ВП шахта «Гірська» ДП «Первомайськвугілля», механік дільниці внутрішахтного транспорту                      |
| б/м                               | Кобрильова Валентина Олександрівна   | 04.11.2010            | Освіта вища    | член Партії регіонів                    | Первомайська міська рада, головний спеціаліст, начальник організаційного відділу виконкому                  |
| б/м                               | Ставіцька Тетяна Кирилівна           | 04.11.2010            | Освіта вища    | член Партії регіонів                    | Первомайське обласне медичне училище, заступник директора з виконавчої роботи                               |
| б/м                               | Осадчук Геннадій Володимирович       | 04.11.2010            | Освіта вища    | член Партії регіонів                    | приватний магазин «Олена», товарознавець                                                                    |
| б/м                               | Черкасова Ірина Віталіївна           | 04.11.2010            | Освіта вища    | член Партії регіонів                    | Первомайська багатопрофільна гімназія Первомайської міської ради, практичний психолог                       |
| б/м                               | Чередніченко Сергій Сергійович       | 04.11.2010            | Освіта вища    | член Партії регіонів                    | Приватне Підприємства «Схід — Авто», директор                                                               |
| б/м                               | Алісов Роман Вікторович              | 04.11.2010            | Освіта вища    | член Партії регіонів                    | КП Первомайського теплокомуненерго, начальник                                                               |
| б/м                               | Варламов Роман Анатолійович          | 04.11.2010            | Освіта вища    | член Партії регіонів                    | Первомайський механічний завод, слюсар                                                                      |
| б/м                               | Ружелович Олег Петрович              | 04.11.2010            | Освіта вища    | член Партії регіонів                    | ВАТ Первомайське шахтопрохідне управлінню по бурінню стволів та свердловин, начальник транспортного цеху    |
| б/м                               | Осінський Геннадій Васильович        | 04.11.2010            | Освіта вища    | член Партії регіонів                    | ВП шахта «Первомайська» ДП «Первомайськвугілля», головний інженер                                           |
| б/м                               | Сіка Руслан Любомирович              | 04.11.2010            | Освіта вища    | член Партії регіонів                    | Первомайсько-Попаснянський ОМВК Луганської області, військовий комісар                                      |
| б/м                               | Сльота Сергій Миколайович            | 26.11.2010            | Освіта вища    | член Партії регіонів                    | приватний підприємець                                                                                       |
| 1                                 | Жигота Василь Дмитрович              | 04.11.2010            | Освіта вища    | член Партії регіонів                    | ЗАТ «ПМЗ», заступник голови правління по кадрам                                                             |
| 2                                 | Фомічов Анатолій Володимирович       | 04.11.2010            | Освіта вища    | член Партії регіонів                    | м. Первомайськ, начальник управління освіти                                                                 |
| 3                                 | Козовой Юрій Миколайович             | 04.11.2010            | Освіта вища    | член Партії регіонів                    | «СКС — Первомайськ» (кабельні мережі) Інтернет", директор приватного підприємства                           |
| 4                                 | Боровенська Тетяна Сергіївна         | 04.11.2010            | Освіта вища    | член Партії регіонів                    | Первомайська міська рада, начальник відділу культури і туризму                                              |
| 5                                 | Керкез Віталій Семенович             | 04.11.2010            | Освіта вища    | член Партії регіонів                    | ТОВ «Автотехцентрплюс», директор                                                                            |
| 7                                 | Сухов Микола Олександрович           | 04.11.2010            | Освіта вища    | член Партії регіонів                    | Первомайська міська рада, начальника відділу охорони здоров'я                                               |
| 8                                 | Мельников Микола Євдокимович         | 04.11.2010            | Освіта вища    | член Партії регіонів                    | Первомайська спеціалізована загальноосвітня середня школа № 6, директор школи                               |
| 9                                 | Сєнна Тетяна Іванівна                | 04.11.2010            | Освіта вища    | член Партії регіонів                    | Первомайська міська рада, директор територіального центру Управління праці та соціального захисту населення |
| 10                                | Проценко Павло Вікторович            | 04.11.2010            | Освіта вища    | член Партії регіонів                    | ВП шахта «Карбоніт» ДП «Первомайськвугілля», головний інженер                                               |
| 11                                | Коваленко Микола Георгійович         | 04.11.2010            | Освіта вища    | член Партії регіонів                    | Первомайський міський пологовий будинок, головний лікар                                                     |
| 12                                | Золотарьов Федір Андрійович          | 04.11.2010            | Освіта вища    | член Партії регіонів                    | пенсіонер                                                                                                   |
| 13                                | Калінін Сергій Юрійович              | 04.11.2010            | Освіта вища    | член Партії регіонів                    | ЗАТ «ПМЗ», терміста на нагрівальних печах                                                                   |
| 14                                | Гринь Геннадій Михайлович            | 04.11.2010            | Освіта вища    | член Партії регіонів                    | ВАТ «ПЕМЗ ім. К. Маркса», голова правління                                                                  |
| 15                                | Кардаш Анатолій Іванович             | 04.11.2010            | Освіта вища    | член Партії регіонів                    | приватний підприємець                                                                                       |
| 16                                | Гончаренко Ігор Сергійович           | 04.11.2010            | Освіта вища    | член Партії регіонів                    | ВП шахта «Первомайська» ДП «Первомайськвугілля», заступник начальника дільниці                              |
| 17                                | Кравченко Максим Васильович          | 04.11.2010            | Освіта вища    | член Партії регіонів                    | ВП шахта "Первомайська ДП «Первомайськвугілля», начальник дільниці шахтового транспорту                     |
| 18                                | Щербаков Євген Іванович              | 04.11.2010            | Освіта вища    | член Партії регіонів                    | ВП Шахта «Золоте» ДП «Первомайськвугілля», заступник директора по виробництву                               |
| 19                                | Нагорний Віктор Вікторович           | 04.11.2010            | Освіта вища    | член Партії регіонів                    | Первомайської міської ради, начальник відділу споживчого ринку управління економіки                         |
| 20                                | Малькова Ольга Євгеніївна            | 04.11.2010            | Освіта вища    | член Партії регіонів                    | Первомайськаоднопрофільна міська лікарня м. Гірське, головний лікар                                         |
| 21                                | Савинська Ірина Борисівна            | 04.11.2010            | Освіта вища    | член Партії регіонів                    | Гірська міська рада, завідувачка відділу житлово-комунального господарства виконавчого комітету             |
| 22                                | Бабенко Тетяна Геннадіївна           | 04.11.2010            | Освіта вища    | член Партії регіонів                    | Золотівська загальноосвітня школа № 5, директор                                                             |
| 23                                | Жердєв Сергій Іванович               | 04.11.2010            | Освіта вища    | член Партії регіонів                    | ш. «Гірська», начальник дільниці ВШТ 900                                                                    |
| 24                                | Андрєященко Олександра Костянтинівна | 04.11.2010            | Освіта вища    | член Партії регіонів                    | ТОВ «Лутара», начальник цеху                                                                                |
| 25                                | Хомякова Ірина Володимирівна         | 04.11.2010            | Освіта вища    | член Партії регіонів                    | УПСЗН, провідний фахівець                                                                                   |
| Політична партія «Сильна Україна» |                                      |                       |                |                                         | |
| б/м                               | Оверчук Олександр Михайлович         | 04.11.2010            | Освіта вища    | член Політичної партії «Сильна Україна» | Філія-Первомайське відділення № 7855 ВАТ «Ощадбанк», керуючий                                               |